# Kanał Haweli
Kanał Haweli (niem. Havelkanal) – kanał wodny zaprojektowany w czasach NRD (nazywał się wtedy „Kanal des Friedens” ) jako obejściowa droga wodna, omijająca Berlin Zachodni w ramach większego projektu tworzenia obwodnicy transportowej wokół Berlina (Berliner Außenring). Budowa została przeprowadzona w błyskawicznym tempie i bez sporządzania wstępnych prac studialnych w ciągu 13 miesięcy (maj 1952 – czerwiec 1953) włączając w to wybudowanie jednej śluzy, jednego jazu oraz 5 przepompowni (stacji pomp). W czasie robót przemieszczono 5,56 miliona m³ gruntu.